# Дельвиги
Дельвиг (нем. Dellwig, Delwig) — баронский род.
Происходит из Вестфалии, известен с XIII века.

## История рода
Первым представителем рода Дельвиг, который упомянут в книге Westphälische Geschichte (с. 325), является Heremanus de Dalewich (Delwig). Известно, что у него имелся собственный дом около города Dortmund-Marten.
Эверт Дельвиг (?—1555) выехал в Лифляндию и сделался родоначальником здешнего рода Дельвиг. Его сын, тоже Эверт, был убит в 1560 году в сражении с русскими у Саулова моста, а прапраправнук, полковник шведской армии Рейнгольд Дельвиг, в 1720 году получил от шведского короля баронский титул. Сын последнего, барон Беренд Рейнгольд (1711—1770) был гофмаршалом при Петре III, а его сын, Карл Густав (Карл Борисович) Дельвиг (1739—1791) — генерал-майором русской армии, выборгским обер-комендантом.
Баронский род Дельвигов внесён в 5-ю часть дворянских родословных книг Нижегородской, Саратовской и Тульской губерний, а также в матрикулы Лифляндской и Эстляндской губерний.
Известно также несколько дворянских родов Дельвиг, родство которого с баронским родом не установлено. Один из этих родов внесён во 2-ю часть дворянской родословной книги Костромской губернии.

## Известные представители
- Дельвиг, Карл Борисович (1739—1791) — генерал-майор
- Дельвиг, Антон Антонович (Отто Яков) (1773—1828) — генерал-майор.
- Дельвиг, Антон Антонович (1798—1831) — поэт, литературный критик, журналист; друг и однокашник А. С. Пушкина.
- Дельвиг, Александр Антонович (1818—1882)
  - Дельвиг, Анатолий Александрович (1875—1936) — статский советник, управляющий Тульской казенной палатой Дельвиг Иван Антонович (Рейнгольд Иоганн) (1783—1815)
    - Дельвиг, Александр Иванович (1810—1831) — поэт, прозаик, переводчик.
    - Дельвиг, Андрей Иванович (1813—1887) — инженер путей сообщения, сенатор, генерал-лейтенант, начальник Московских водопроводов.
    - Дельвиг, Николай Иванович (1814—1870) — генерал-лейтенант, участник Кавказских походов и Крымской войны.
      - Дельвиг, Дмитрий Николаевич (1847—1916) — нижегородский городской голова (1893—1897), томский вице-губернатор (1901—1903).

## Описание герба баронов Дельвигов с 1720 года

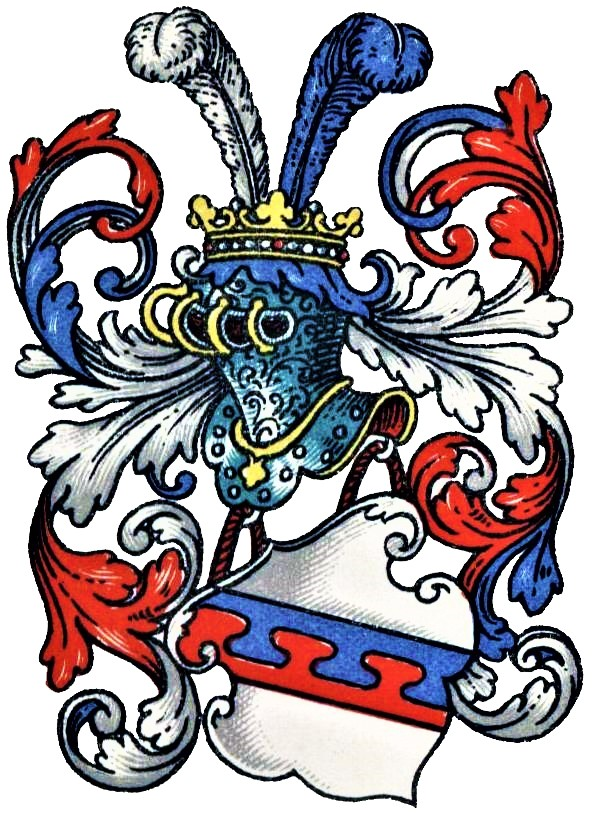
Древний родовой шлем фамилии фон Дельвиг

Источник: Tafel 93 aus dem Wappenbuch des Westfälischen Adels, Band 2.
Дата: 1720, Buch 1901/1903
Рисунок герба выполнен: Adolf Matthias Hildebrandt (1844—1918).
Щит четверочастный с малым серебряным щитком в середине, пересеченным слева перевязью голубого и красного цвета, входящих друг в друга костыльными зубцами. В первой и четвертой частях в голубом поле золотой лев, поднимающий правой лапой дворянскую корону. Во второй части в серебряном поле стальной меч, с золотой рукоятью, в портупею, между четырех красных монет. В третьей части в серебряном поле трехзубчатый черный пояс. На щите шведская баронская корона и два шведских коронованных баронских шлема. Нашлемники: правый — два страусовых пера, красное и серебряное; левый — четыре квадратных знамени на золотых древках,
справа серебряное и голубое, слева золотое и голубое. Намет трехъярусный, красный с серебром и голубой с золотом, в шахматы.

## Исторические корни

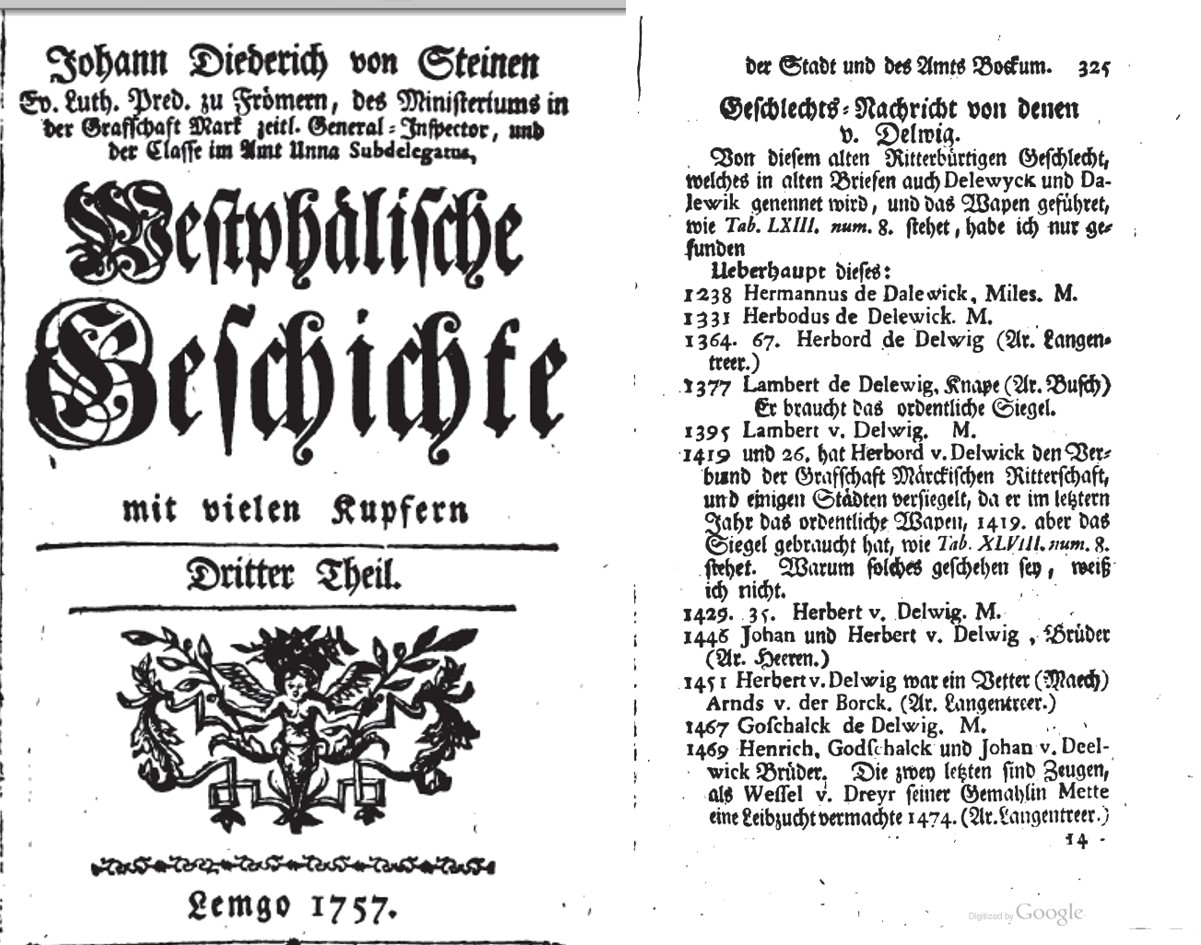
Из книги: Johann Diederich von Steinen «Westphälische Geschichte mit Kupfern», Peter Florenz Weddigen, Lemgo : Meyer, 1755; стр. 325

Род фон Дельвиг [варианты написания: (von) Delwig, (von) Dalwig, von Dellwig, (von) Delvig, de Delewick] является старинным рыцарским аристократическим родом (Uradelsgeschlecht, то есть в свидетельствах о рождении его представителей, полученных примерно до 1350/1400 годов, было указано аристократическое происхождение), принадлежащим к свободному сословию и хранящим свою родословную вот уже 800 лет, одна из ветвей которого на протяжении последних 250 лет проживает в России. В России род Дельвиг вписан в дворянские матрикулы Лифляндской, Эстонской, Нижегородской, Саратовской и Тульских губерний. Существуют два варианта трактовки значения фамилии Дельвиг: (i) «мирный» — со шведского через германский на русский язык — «Dal» и «Wick», или «Dorf» и «Thal», или «деревня» и «долина», и (ii) «военный» с германского через шведский на русский язык — «Del» и «Vig», или «Spjit» и «Seger», или «копье» и «победа». Оба объяснения не противоречат друг другу, а скорее открывают две исконные стороны характера и мировоззрения членов семьи Дельвиг, которые были либо военными, либо мирными чиновниками или служащими в широком смысле слова.
Род von Delwig произошёл из Германии, где он считается стародворянским, то есть получившим дворянство до 1350 года, когда ещё не начали выдавать письменные подтверждения дворянского происхождения. В связи с этим, генеалогия рода фон Дельвиг прослеживается приблизительно с XII—XIII века, хотя упоминания об отдельных личностях этого воинственного рода, согласно семейным легендам, можно встретить с V века нашей эры. Семейные хроники и генеалогические исследования пока не дали ответа на вопрос об изначальном происхождении дворянского титула у рода фон Дельвиг.

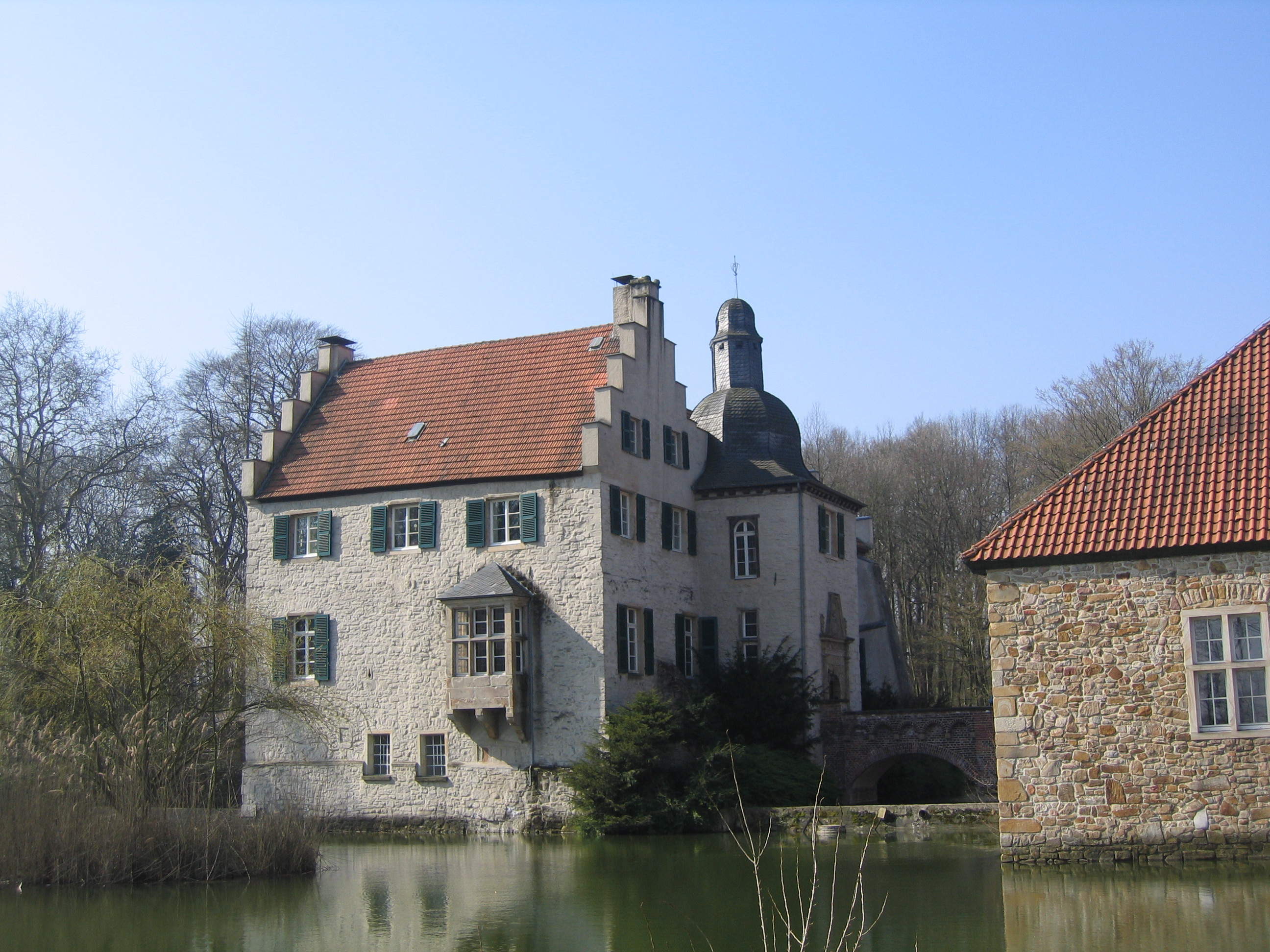
Wasserschloss Haus Dellwig (Замок на воде Дельвиг)

Один из двух родовых за́мков Wasserschloss Haus Dellwig находился в Вестфалии, графстве Марк (Mark) позже Клеве-Марк (Kleve-Mark) приблизительно в 1,5 км от границы с Голландией и в 8 км к западу от Дортмунда в местечке Мартен (Marten). В 1240 году часть дома-крепости von Dellwig перешла в подчинение городской власти (Oberamt) в городе Бохум (Bochum). Это и понятно — крепость располагалась в стратегически удачном месте, на границе графств Марк и Дортмунд с выходом на дороги между Бохумом и Дортмундом, так что несколько городов, таких как Эссен, Фрёнденберг, Хасслингхаузен (Hasslinghausen), Лютгендортмунд (Lütgendortmund) и Спрокховель (Sprockhövel) находились не далее 30 км от замка. Потомки семьи von Dellwig в настоящее время проживают в Германии и Швеции.
К северо-востоку от первого дома-замка von Dellwig, в вышеупомянутом городке Лютгендортмунд располагался ещё один дворянский замок von Delwig (или von Dalwig) около Дерне (Derne). В конце средних веков замок в Дерне перешёл другим владельцам. В настоящее время данный род проживает в Великобритании, Германии, Испании, США, Финляндии, Франции, Швеции, и России. Можно предположить, что в средние века обе дворянские семьи von Dellwig и von Delwig поддерживали определённый уровень взаимоотношений, так как обе проживали в Вестфалии и были представлены в Дворянских собраниях Гессена и Берга. Тем не менее, данные семьи обладали разными геральдическими рыцарскими щитами, что свидетельствует о независимом источнике их германского дворянства. Интересная подробность — обе семьи представлены также к Шведскому королевскому двору и являются членами Дворянского собрания Швеции, при этом также располагая независимыми рыцарскими гербами и регистрационными номерами № 176 (von Delwig) и № 1771 (von Dellwig). Следует упомянуть о третьей простонародной семье Delwig, которая с конца XIII века также жила в Вестфалии. Представители этой семьи в настоящее время проживают в США, Дании и Голландии.

## Путь на восток

### Служба в Прибалтийских странах
Путь рода фон Дельвиг в Россию был трудным и несколько запутанным. Можно с уверенностью сказать, что первые представители рода Дельвиг попали в Россию через прибалтийские страны в XV веке. По сведениям Светланы Левицкой и ныне здравствующих шведских представителей рода фон Дельвиг, первым был, вероятно, Мельхиор 1-й (Melchior I (недоступная ссылка)) фон Дельвиг, который в составе германского Тевтонского рыцарского ордена крестоносцев принимал участие в Тринадцатилетней войне 1454—1466 годов за установление германского контроля над Литвой и Эстонией. В XV—XVI веках многие рыцари с фамилией фон Дельвиг воевали или служили в Прибалтике, за что получили в разное время в надел или через брак эстонские деревни Тоал, Йонтак, Хёббет в Св. Катаринен, Паггар и Йонтак в Еве и Воропер в Луггенусенсе.
По Второму Торуньскому миру 1466 года, завершившему Тринадцатилетнюю войну Польши с Тевтонским орденом, этот орден крестоносцев признал себя вассалом Польши и передал ей Западную Пруссию. Рыцари, оставшиеся в Ервене (Jerwen, южная Эстония), присягнули на верность шведскому королю Эрику XIV, который подтвердил их дворянские привилегии, и, что самое главное, право на владение землёй в этих районах. В 1584 году Шведский король Юхан III объединил эстонские провинции Хариен, Вирланд (Wierland), Ервен и Вик (Wiek) в одно графство, после чего эстонское дворянство стало, так сказать, «объективной реальностью». В XVII веке шведские короли стали активно выделять наделы в Эстонской провинции лицам недворянского сословия, что было расценено эстонскими дворянами немецкого происхождения как посягательства на их исконные права. Желая отмежеваться от незваных пришельцев, они сформировали регистр (Matrikel) эстонских дворянских семей, который хотя и был утвержден королевой Швеции Кристиной в 1648 году, но не стал реально действующим документом. Только после завоевания Прибалтики в 1710 году Петром I были подтверждены привилегии 308 семей эстонского дворянства, из которых в настоящее время сохраняются 179, включая и семью фон Дельвиг. Таким образом, во время Северной войны 1700—1721, которую русский царь Пётр I вел за выход к Балтийскому морю, рыцари рода фон Дельвиг выступали на стороне Швеции, порой показывая примеры исключительной доблести.

### На службе России

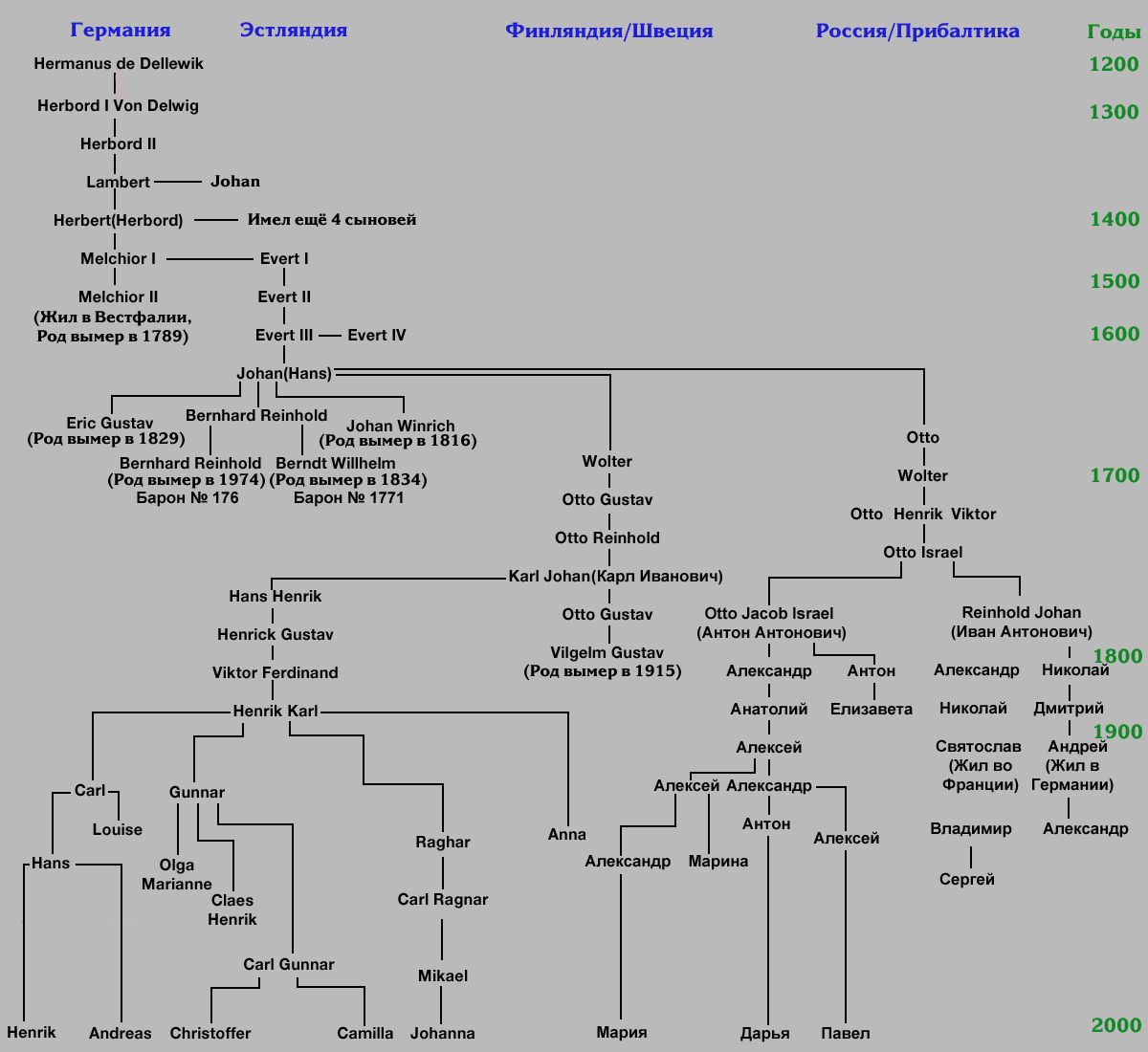
Модифицированная диаграмма генеалогического дерева семьи фон Дельвиг с акцентом на русскую ветвь

По Ништадскому мирному договору от 1721 г. Эстония перешла под Российскую юрисдикцию, при этом бежавшие в Финляндию эстонские дворяне, и в том числе и род Дельвиг, оказались в составе России несколько позже по договору 1809 года о присоединении Финляндии к России. Таким образом, с первой половины XVIII века возникла русская ветвь рода фон Дельвиг, родоначальником которой считается Вольтер фон Дельвиг (Wolter von Delwig, 1657—1742 гг.), так как он, будучи комендантом крепости Ринген (Ringen, Литва, 1710—1730 гг.), первым состоял на военной службе русскому царю Петру I. Тем не менее, на протяжении первой половины XVIII века представители русской ветви рода фон Дельвиг по традиции вступали в брак с невестами из аристократических семей Германии и Прибалтики. Первым, кого пленила славянская красота, был праправнук Вольтера фон Дельвига Отто Якоб Израэль фон Дельвиг [Otto Jacob Israel von Delwig, родился 17/06/1773 в Саллентаке (Sallentack), Литва; умер 08/07/1828, похоронен в своем имении Хитрово под Тулой], генерал-майор, плац-адъютант и помощник коменданта Кремля в Москве. Он был женат на Любови Матвеевне Красильниковой, дочери Статского Советника, помещика Тульской губернии Матвея Красильникова (Rodovid). В России Отто Якоб Израэль фон Дельвиг пользовался русским именем Антон Антонович, каковое и передал своему сыну, знаменитому русскому поэту Антону Антоновичу Дельвигу.
Брат Отто Якоба Израэля, Райнгольд Иоган фон Дельвиг (Reinhold Johan von Delwig, 12/05/1783-17/04/1815) пользовался русским именем Иван Антонович. И. А. Дельвиг Rodovid воевал во французской кампании 1807 года майором Калужского пехотного полка, был ранен, стал кавалером ордена «Pour le Mérite» («За заслуги»). После войны он стал Надворным Советником по водяной коммуникации Тамбовской губернии. Итак, с конца XVIII века потомки рода Дельвиг будут носить русские имена и будут также беззаветно проливать кровь и служить России, как до этого служили Германии и Швеции. Например, автор «Моих воспоминаний» (Издательство Московского Публичного и Румянцевского музеев; том 1-2; 1912—1913 гг.) племянник поэта Дельвиг, Андрей Иванович проложил первые Московские водопроводы и затем был начальником Российских железных дорог, и портрет А. И. Дельвига работы И. И. Репина находится в Третьяковской галерее в Москве. Автору статьи посчастливилось общаться с баронессой Ольгой Анатольевной Дельвиг, выпускницей Санкт-Петербургского Смольного Института благородных девиц, прожившей и проработавшей на торфоразработках под Москвой, а также с Алексеем Евгеньевичем Соловьевым, эмигрировавшим со своей бабушкой Россой (Раисой) Дельвиг на пароме из Одессы в Константинополь, а затем в Париж, не принявшим никакое иное гражданство, так как более всех ценил Российское, активным деятелем русского Белого движения и позже Французского Сопротивления.

### Подтверждение баронского титула в России
Высочайший Указ Его Императорского Величества Императора Всероссийского, царя Польского и Великого князя Финляндского Александра II от 4 июня 1868 года подтвердил решение Reichsrat’a от 13 Мая 1868 года о подтверждении баронского титула для всех представителей Эстонской дворянской семьи фон Дельвиг, происходящей из Вестфалии и принадлежащей к стародревнему германскому дворянству (Uradel). Кроме того, повторные подтверждения были совершены Сенатом Российской империи отдельными Указами от 15.9.1869 (указ Сената по Департаменту Герольдии номер 3688 для Александра Антоновича Дельвига без распространения действия указа на его мать Любовь Матвеевну Красильникову и на его брата Ивана) и 16 мая 1872 годов в отношении Ивана Антоновича фон Дельвиг (указ номер 1701).
Каковы же были основания для этих решений? 7 марта 1864 года штабс-капитану Александру Антоновичу фон Дельвиг в доме Тульского Дворянского депутатского собрания было выдано Свидетельство и Выписка за номером 5 из родословной дворянской семьи фон Дельвиг. В этой справке содержалась информация, что в 1759 году коллегия Ландрата (Landrat) и Эстляндского Дворянского комитета рассмотрели представленные 3 года назад документы о древности дворянской фамилии фон Дельвиг от Тайного Советника при Посольстве и Камергера барона Дельвига. Эстляндским Дворянским комитетом было выдано Свидетельство за номером 128 (которое и было представлено в Департамент Герольдии Правительствующего Сената), в котором было написано следующее: «Коллегия г.г. Ландратов и Дворянский комитет рассматривали вступившие три года тому назад от нынешнего Тайного Советника при посольстве и Камергера Барона Дельвига предоставленные этой фамилии матрикульной комиссией (комиссией по составлению списка дворянских родов) дополнительные доказательства о древности означенной дворянской фамилии, и так как по оным оказалось, что этот известный древний род ещё во время гермейстеров (магистров Ливонского ордена) бесспорно владел поместьями в Герцогстве Эстляндском, то ему принадлежит это достаточно доказанное преимущество не только в здешней матрикуле, но оно предоставлено Г-ну Тайному Советнику посольства и Камергеру Барону фон Дельвигу в доказательство его древнего дворянского происхождения также при дворянстве в Лифляндии».
Ещё одним обоснованием дворянского происхождения явилась следующая запись в родословной дворянской фамилии фон Дельвиг: «ОТТО ДИТРИХ ФОН ДЕЛЬВИГ, его жена Анна Гюнтерхакен, сын ОТТО ОТТОНОВИЧ, внук АЛЕКСАНДР ОТТОНОВИЧ (3. — Ф.1343. — Оп.20. — Л. 18, 18об., 19)».

### Словари
- В. Е. Рудаков. Дельвиг, баронский род // Энциклопедический словарь Брокгауза и Ефрона : в 86 т. (82 т. и 4 доп.). — СПб., 1893. — Т. X. — С. 347.
- Дельвиги // Немцы России (энциклопедия) / Председатель ред. коллегии В. Карев. — М.: Издательство «Общественная Академия наук российских немцев», 1999. — Т. 1: А—И. — С. 681. — ISBN 5-93227-002-0.